# Gyatsho Tshering
Pour les articles homonymes, voir Gyatso.
Gyatsho Tshering (1936, Sikkim - 25 juin 2009, Minneapolis), aussi écrit Gyatso Tsering, tibétain : རྒྱ་མཚོ་ཚེ་རིང, Wylie : rgya mtsho tshe ring, est l'ancien directeur de la Bibliothèque des archives et des œuvres tibétaines et un érudit tibétain de nationalité indienne.

## Biographie
Il est né en 1936 au Sikkim de Lobsang Lama et Nyima Dolma et effectue ses études à l'Université de Calcutta.
Il travaille ensuite au ministère des Affaires extérieures et au ministère de l'Intérieur du gouvernement de l'Inde, puis à la Consulat de l'Inde à Lhassa et dans le gouvernement du Sikkim.
À l'issue de ses études, on envisage qu'il devienne directeur de l'Institut Namgyal de tibétologie et on l'envoie se former au Consulat de l'Inde à Lhassa, où il prend un poste en 1955 jusqu'à sa fermeture pendant la guerre sino-indienne en 1962. Il explique qu'entre 1955 et 1959, une partie du travail au consulat consistait à rassembler des informations sur les activités de l'armée chinoise, et qu'il était donc au courant de la tension en mars 1959. Le soir du 17 mars, l’atmosphère était survolté, et il passe la nuit avec ses collegues au consulat, sans pouvoir dormir. À 2 h du matin, le bombardement commence, il sait que le 14e dalaï-lama a quitté le Norbulingka mais, il en garde le secret. Il décide de sortir pour voir ce qui se passe, et constate que les rues sont pleines de soldats chinois, hurlant et tirant à bout portant, et qu'il y a des masses de cadavres. L'artillerie tire sur Potala, le bombardement dure 2 heures, à la suite de quoi, les moines du Potala sortent, offrant des cibles faciles aux mitraillettes des militaires chinois. Il vit aussi 2 femmes et un homme marchant sur la route, des écharpes blanches à la main en signe de paix, qui furent fauchés par 4 ou 5 coups de fusil. Dans un monastère proche du Potala, il voit des soldats chinois menacer une trentaine de Tibétains qui lèvent les mains. Fouillés à la recherche d'arme, ils sont fusillés.
En 1962, Gyatsho Tshering est l'interprète d'Elisabeth Finckh quand elle étudie à l'école de médecine tibétaine de Dharamsala, sous la direction experte du Dr. Yeshi Donden.
Gyatsho Tshering rejoint l'Administration centrale tibétaine en 1963 et travaille dans divers ministères jusqu'à sa retraite à la fin des années 1990. 
Il travaille dans les services d'édition et de traduction en 1965. En 1966, il est transféré au ministère des Affaires étrangères et en 1967 au ministère de la Religion et de la Culture. Pendant cette période, il est membre de l'entourage du Dalaï Lama lors de son premier voyage au Japon et en Thaïlande. 
Par la suite, il est promu secrétaire du ministère et plus tard, adjoint du ministre. En 1972, il devient le directeur par intérim de la Bibliothèque des archives et des œuvres tibétaines nouvellement créée jusqu'à la nomination du Prof Thupten Jigme Norbu en tant que directeur en juin de cette année. Il est nommé par le Dalaï Lama comme nouveau directeur de la Bibliothèque des archives et des œuvres tibétaines en 1974 et occupe ce poste à partir du 1er mars jusqu'à sa retraite en avril 1998.
En 1999, il rejoint son épouse, Namgyal Dolma, aux États-Unis et ils s'installent à Minneapolis,.
Sa contribution la plus significative est le développement de la Bibliothèque des archives et des œuvres tibétaines comme centre pré-éminent pour les études tibétaines à l'échelle internationale.
Son épouse Namgyal Dolma et sa fille Yiga Lhamo lui survivent.

## Hommage
Le chanteur et compositeur Larry Long écrivit la chanson Tibet en son honneur,.

## Publications

### Ouvrages
- (en) The Tibetan Cathedral, Thekchen Chholing, Dharamsala, Himachal Pradesh: A Souvenir, Ed. Tibetan Cultural Printing Press, 1970
- (en) The Guru Puja and The Hundred Deities of the Land of Joy, Dharamsala, Library of Tibetan Works and Archives, 1995

### Préface
- Vivre la méditation au quotidien, Dalaï-Lama ; trad. de l'anglais par Pema Dorje et Marie-Pierre d'Haillecourt ; assistés pour la version définitive par M.-T. Guettab ; Paris : Éd. Dewatshang, 1995

### Traductions
- (en) Yeshi Donden, 'Tibetan Medicine: A Brief History, translated by Gyatsho Tshering', The Tibet Society Bulletin, 5 (1972): p. 7-24.